# Lawrence John Saldanha
Lawrence John Saldanha (Mangalore, 12 de junho de 1936) é Arcebispo Sênior de Lahore.
Lawrence John Saldanha foi ordenado sacerdote em 16 de janeiro de 1960.
Em 24 de abril de 2001, o Papa João Paulo II o nomeou Arcebispo de Lahore. O arcebispo de Karachi, Simeon Anthony Pereira, o consagrou bispo em 11 de setembro do mesmo ano; Os co-consagradores foram Anthony Theodore Lobo, Bispo de Islamabad-Rawalpindi, e Andrew Francis, Bispo de Multan.
Em 7 de abril de 2011, o Papa Bento XVI aceitou sua aposentadoria por idade.